# Heterischnus coloradensis
Heterischnus coloradensis är en stekelart som först beskrevs av Joseph Augustine Cushman 1920.  Heterischnus coloradensis ingår i släktet Heterischnus och familjen brokparasitsteklar. Inga underarter finns listade i Catalogue of Life.